# Christine Busta
Christine Busta, verheiratete Christine Dimt (* 23. April 1915 in Wien; † 3. Dezember 1987 ebenda), war eine österreichische Bibliothekarin, Schriftstellerin und Lyrikerin.

## Leben
Christine Busta kam als uneheliches Kind von Magdalena Busta in der Turnergasse in Rudolfsheim-Fünfhaus zur Welt. Nachdem die Mutter 1929 arbeitslos geworden war, machte das Mädchen schon früh die Erfahrungen eines harten Existenzkampfes. Durch Nachhilfestunden sorgte die Tochter für das finanzielle Auskommen der Familie. 1932 las sie im Wiener Frauenklub. Darauf folgte 1933 eine Rundfunklesung (Radio Verkehrs AG), die sie unter dem Pseudonym Christl Batus abhielt. 1933 maturierte Busta am Realgymnasium der Töchter des Göttlichen Heilands. Anschließend begann sie an der Universität Wien Anglistik und Germanistik zu studieren. Gesundheitliche und finanzielle Nöte zwangen sie, ihr Studium 1937 abzubrechen. 1938 wurde sie Hilfslehrerin an der Handelsakademie Wien. 1940 heiratete sie den Musiker Maximilian Dimt, der 1942 zum Heer (Wehrmacht) einrücken musste und seit 1944 im Deutsch-Sowjetischen Krieg als vermisst gilt. Im besetzten Nachkriegsösterreich verdiente sie ihren Lebensunterhalt als Dolmetscherin und Leiterin eines Hotels für englische Besatzungsmitglieder.
Schon vor dem Zweiten Weltkrieg dichterisch tätig, konnte Christine Busta 1946 erstmals Gedichte in der Wochenzeitung Die Furche publizieren, darunter An den Schmerz. 1947 gewann sie für Das Fischwunder den Literaturwettbewerb derselben Zeitung, womit sich für sie vermehrt Möglichkeiten auftaten, mit ihren Gedichten in die Öffentlichkeit zu treten. In den folgenden Jahren publizierte sie im Plan, in den Anthologien Tür an Tür und Die Sammlung und sie machte einige Lesungen für den Österreichischen Rundfunk.
Ab 1950 fand sie ihre berufliche Heimat als Bibliothekarin der Büchereien Wien. Im selben Jahr erschien auch ihr erster Gedichtband Jahr um Jahr. Christine Busta bzw. Christine Dimt war von nun an als Dichterin etabliert und publizierte beinahe regelmäßig Gedichtbände, v. a. im Otto Müller Verlag. Auch aufgrund ihrer Kinderbücher Die Sternenmühle und Die Zauberin Frau Zappelzeh ist die auch Jugendbücher schreibende Autorin bis heute bekannt. 1966 wurde Busta der Berufstitel Professor verliehen. Sie war Mitglied im Österreichischen PEN-Club. 1983 erfolgte ihre Pensionierung.

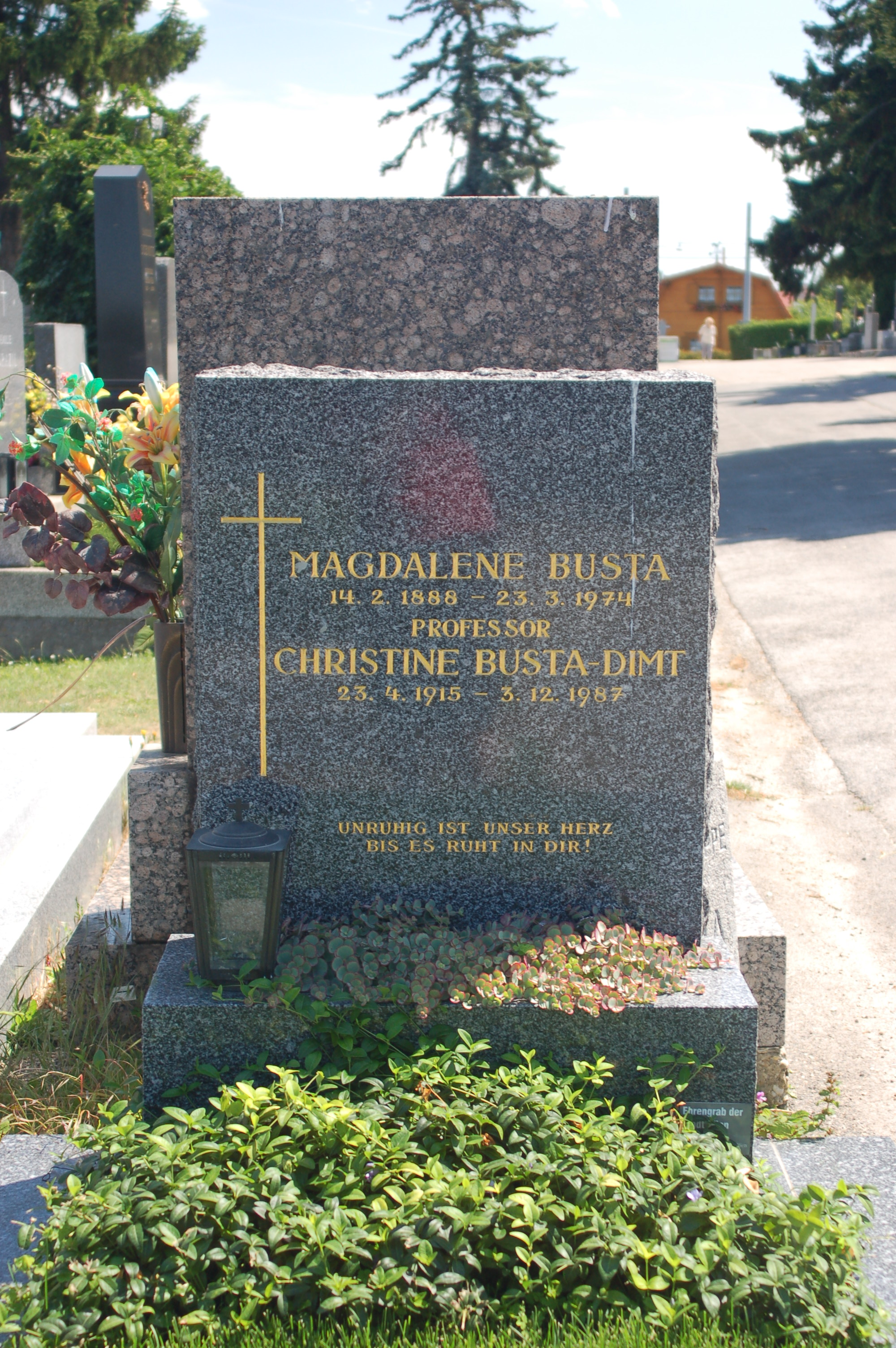
Grab von Christine Busta und ihrer Mutter

Mit 72 Jahren gestorben, wurde sie in einem ehrenhalber gewidmeten Grab am Ottakringer Friedhof (Gruppe 3 A, Reihe 4, Nummer 39) beigesetzt.

## Künstlerisches Schaffen
Die beiden hervorstechenden Kennzeichen der Lyrik Christine Bustas mögen zwei Zitate verdeutlichen, die Andere, kommentierend, ihren Gedichtbänden hinzugefügt haben.

„Zentralwort für Leben und Werk war ihr Liebe. Die Liebe schlechthin. Wenige Lyriker haben sie mit solchem Facettenreichtum dargetan und mit solchem Metaphernreichtum ausgeschmückt wie die Verfasserin der nachfolgenden Seiten.“

„Sie ist ergriffen von der Sakralität, die dem Dasein als solchem schon innewohnt. […] Christine Busta bleibt mütterlich hinabgebeugt, fühlt sich kindertraulich hineingeholt in die Welt der Kinder, der Mütter und der kleinen Leute, in die Welt der Tiere, Pflanzen und Steine, der Wolken, Winde und Wasser.“

Sie stellt sich in die lange Tradition christlicher Überlieferung, bekennt sich unablässig zu ihr, bezieht Themen und Bilder aus dem Evangelium. Dort findet sie den, der die Leiden aller Geschlagenen kennt, weil er sie selbst getragen hat: Christus, den Gekreuzigten. In ihren Gebeten, von denen ihr Gesamtwerk nicht wenige enthält, ruft sie Gott an, den sie als gnadenvollen Beschützer und Tröster, aber auch als unerbittlichen Richter und strengen Gesetzgeber, als rätselhaft und dunkel erfährt.
Daneben fühlt sie sich auch in die „heidnische“ Welt der griechischen Mythen ein, schreibt Gedichte über Orpheus, Odysseus, Elektra (Mykene) und Antigone. In einem Brief an ihren Verleger heißt es: „[…] um der Wahrheit willen muß ich gestehen, daß ich nicht nur ein wirklicher Christ sein möchte, sondern mit einem Teil meines Wesens immer auch ein frommer Heide bleibe […]“ (Der Regenbaum. S. 134) Welche Dichter haben sie besonders beeinflusst? Gestalten aus den Dramen von William Shakespeare finden sich in ihren Gedichten, zum Beispiel Cordelia aus König Lear. Kurz vor ihrem Tod bekennt sie sich in einem Gedicht zu Rainer Maria Rilke. Weiteren Aufschluss über ihre literarischen Vorbilder gibt das Gedicht „Über einem Atlas“ (Der Atem das Wortes. S. 50), in dem sie u. a. auch Georg Trakl erwähnt.
Wer die Entwicklung ihres lyrischen Stils chronologisch betrachtet, entdeckt einen fortgesetzten Wandel von melodiösem Ton, Reim und Metrum hin zu freieren, aphoristischen Formen. Dennoch sind alle Themen ihres Werkes bereits im Band Der Regenbaum enthalten, ebenso wie viele der immer wiederkehrenden Bilder, die sich durch ihr ganzes Werk ziehen: Bienen, Schnee, Mohn, Bäume, die Hündlein, das Brot, die Sterne, die Sonnenblume und vieles andere.
Kritiker warfen ihr zu Lebzeiten vor, sie rede einer „heilen Welt“ das Wort. Dieses Urteil kann nur fällen, wer ihr Werk nur sehr oberflächlich kennt. Statt es umständlich zu widerlegen, sei lieber auf ein Gedicht aus dem Band Der Himmel im Kastanienbaum verwiesen, in dem sie selber darauf antwortet („Erklärung gegen ein Missverständnis“, S. 19).

## Ehrungen
- 1950 Förderungspreis für Literatur
- 1954 Georg-Trakl-Preis für Lyrik (ex aequo mit Christine Lavant, Michael Guttenbrunner und Wilhelm Szabo)[1]
- 1955 Lyrikpreis des Süddeutschen Rundfunks
- 1956 Lyrikpreis der Neuen Deutschen Hefte
- 1959 Kinder- und Jugendbuchpreis der Stadt Wien
- 1959 Österreichischer Kinder- und Jugendbuchpreis
- 1960 Diploma of Merit des Hans-Christian-Andersen-Preises
- 1961 Österreichischer Förderungspreis für Literatur
- 1963 Droste-Preis
- 1964 Preis der Stadt Wien für Literatur
- 1969 Großer Österreichischer Staatspreis
- 1975 Anton-Wildgans-Preis
- 1980 Ehrenmedaille der Bundeshauptstadt Wien in Gold
- 1980 Österreichisches Ehrenzeichen für Wissenschaft und Kunst
- 1981 Theodor-Körner-Preis
- 1981 Charles-Péguy-Preis
- 1982 Eichendorff-Literaturpreis
- 2007 Christine-Busta-Symposion der Österreichischen Gesellschaft für Literatur und des Österreichischen Literaturarchivs der Österreichischen Nationalbibliothek[2]

## Werke

### Lyrik
- Jahr um Jahr. 1950.
- Der Regenbaum, 1951
- Lampe und Delphin, 1955
- Scheune der Vögel, 1958
- Das andere Schaf, 1959
- Die Sternenmühle. 1959.
- Phasen (Denen nichts Bleibendes blieb)
- Unterwegs zu älteren Feuern, 1965
- Biblische Kindheit (Damals bist du oft zu mir gekommen)
- Salzgärten, 1975
- Wenn du das Wappen der Liebe malst, 1981
- Inmitten aller Vergänglichkeit, 1985
- Der Himmel im Kastanienbaum, 1989 (postum hrsg. v. Franz Peter Künzel)
- Der Atem des Wortes, 1995 (postum hrsg. v. Anton Gruber)
- Einsilbig ist die Sprache der Nacht (Ausgewählte Gedichte), 2000 (postum hrsg. v. Anton Gruber)
- Erfreuliche Bilanz: Dialektgedichte (Bustas Dialektgedichte gelesen von der Autorin und von Christine Nöstlinger). Hrsg.: Christine Tavernier-Gutleben in Zusammenarbeit mit Ursula Schneider u. Annette Steinsiek. Otto Müller Verlag, Salzburg 2013.

### Prosa
- Bethlehemitische Legende (Erzählung), 1954
- Der Regenengel (Legenden), 1988

### Gedichte und Erzählungen
- Der Regenengel. Gedichte und Erzählungen. Eine Auswahl. Ausgewählt und mit einem Nachwort von F. Israel (Jürgen Israel). Illustrationen, Schutzumschlag und Einbandgestaltung: Agathe Israel. „Nur zum Vertrieb und Versand in der Deutschen Demokratischen Republik und in den sozialistischen Ländern bestimmt [sic]“.  St. Benno, Leipzig 1978 DNB 780352939

### Kinderbücher
- Die Sternenmühle, 1959
- Die Zauberin Frau Zappelzeh, 1979

## Fortwirken im öffentlichen Raum
Hinter der Busta-Säule im Klieberpark in Wien-Margareten verbirgt sich der örtliche Lüftungsschacht. Der zu einem strahlend roten Monument umgewandelte Betonschacht versteht sich als ein „Lesezeichen“ der Lyrikerin und Kinderbuchautorin. Die vertikal gesetzten Zeilen auf dem Denkmal lauten „Verschwenderisch ergießt man sich auf Papier / Wer in Steine schreibt, / wird sparsam mit Lettern“. Der Text „Schrift und Nachschrift“ aus dem Nachlass der Dichterin gilt als Beispiel für ihren lakonischen Stil.
Der Christine-Busta-Hof in der Wiener Wichtelgasse 3–5 ist ein Komplex aus den Jahren 1984–1985. Auf der Gedenktafel an der Fassade stehen die Worte: „Viele haben die Hoffnung verlernt – aus Bequemlichkeit: Wer hofft, muss auch etwas tun!“
Der Christine-Busta-Park ist ein kinderfreundlicher „Beserlpark“ im Zentrum von Meidling. Die volkstümliche Bezeichnung des Parks lautet Füchselhofpark.
Als die einzige nach der Lyrikerin benannte Straße gilt der Christine-Busta-Weg in Hartberg Umgebung (Steiermark).

## Vertonungen
Neben Richard Dünser, Reinhold Kletzander und Erna Woll vertonten vor allem Horst Ebenhöh und Gottfried von Einem Gedichte der Busta.
Horst Ebenhöh
Miserere. Lieder für mittlere Stimme und Klavier, op. 38, 1. Nach Gedichten von Christine Busta und Christine Lavant.
Sechs Lieder für Sopran und Klavier, op. 11. Nach Gedichten von Christine Busta.
Gottfried von Einem
Carmina Gerusena. Acht Gesänge für Singstimme und Klavier, op. 65. Nach Gedichten von Christine Busta und Friederike Mayröcker.
Gute Ratschläge. Kantate für gemischten Chor a cappella, mittlere Stimme und Gitarre, op. 67.
Inmitten aller Vergänglichkeit. Zwölf Lieder nach Gedichten von Christine Busta für Gesang und Klavier, op. 77.
Unterwegs. Zyklus für gemischten Chor. Texte von Christine Busta, op. 82.
Votivlieder. Für Frauenchor a cappella auf Gedichte von Christine Busta, op. 93.